# OTS 44
Désignations
OTS 44 est une naine brune découverte en 1998. Elle était à ce moment la plus petite naine brune connue (Cha 110913-773444, un objet céleste découvert depuis, semble être encore plus petit mais sa nature de naine brune ne fait pas l'unanimité dans la communauté astronomique). La masse d'OTS 44 est de l'ordre de 12 fois celle de Jupiter, pour un rayon 2,5 plus grand que celui-ci. Cet objet libre de masse planétaire possède un disque de poussières.